# Sandåkerns SK
Der Sandåkerns SK ist ein schwedischer Sportverein in Umeå. Der Klub ist vor allem für seine Fußballmannschaft bekannt, die mehrere Jahre in der zweithöchsten schwedischen Spielklasse antrat. Die vormals existierende Eishockeyabteilung, die ein Jahr in der ersten Liga spielte, ging 1970 im IF Björklöven auf.

## Geschichte
Am 8. November 1931 gründete sich in Umeå der America Sportklubb. Nachdem diese Bezeichnung vom Riksidrottsförbundet abgelehnt worden war, änderte der Klub seinen Namen in Sandåkerns Sportklubb und wurde am 7. Februar 1932 erfolgreich registriert, so dass dieses Datum als offizielles Gründungsdatum gilt.

### Fußball
Anfangs spielte die Fußballmannschaft des Sandåkerns SK lediglich auf regionalem Niveau. In den 1950er Jahren ging es aufwärts, so dass der Klub 1956 in die Drittklassigkeit aufstieg. Anfangs im mittleren Tabellenbereich platziert, orientierte sich die Mannschaft gegen Ende des Jahrzehnts in Richtung Aufstiegsplätze. Als Tabellenzweiter der Division 3 Mellersta Norrland verpasste der Klub 1959 lediglich aufgrund des schlechteren Torverhältnisses gegenüber dem punktgleichen Tabellenführer IF Friska Viljor den Aufstieg in die zweite Liga. Nach einer weiteren Vizemeisterschaft hinter Sollefteå GIF im Folgejahr und einem dritten Rang 1961 beendete der Klub die Spielzeit 1962 als Staffelsieger.
In der Zweitklassigkeit platzierte sich Sandåkerns SK anfangs im hinteren Tabellenbereich, hatte aber zum Saisonende jeweils ein kleines Polster zu den Abstiegsrängen. In der Spielzeit 1965 rutschte die Mannschaft in Abstiegsgefahr, hielt sich aber mit einem Punkt Vorsprung auf Skellefteå AIK in der Division 2. In den anschließenden Spielzeiten wieder im Mittelfeld der Liga, spielte der Klub Ende der 1960er Jahre um den Aufstieg mit. 1968 noch Vizemeister hinter Sandvikens IF, beendete die Mannschaft die folgende Spielzeit vor Brynäs IF und Domsjö IF als Staffelsieger der Division 2 Norrland. In den Aufstiegsspielen verlor die Mannschaft jedoch gegen den Göteborger Klub Örgryte IS und Hammarby IF aus Stockholm, so dass das abschließende Spiel gegen den mit ebenfalls zwei Niederlagen gestarteten Helsingborgs IF ausfiel, da beide Mannschaften bereits chancenlos waren.

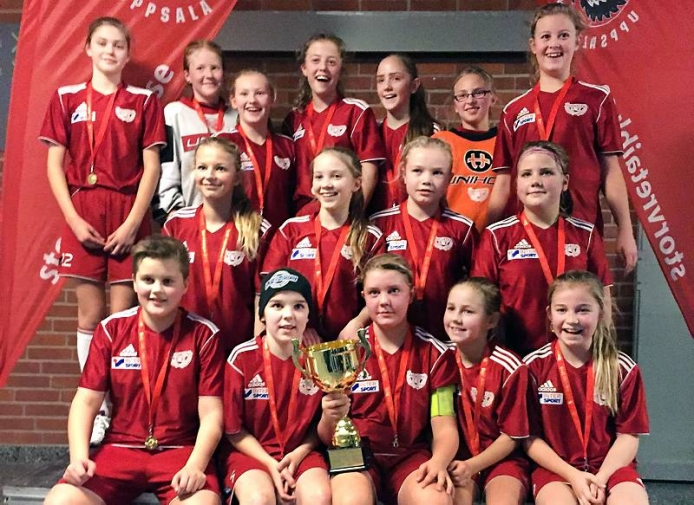
Sandåkerns SK

Sandåkerns SK verpasste 1971 als Tabellenzweiter hinter IFK Luleå die erneute Teilnahme an der Aufstiegsrunde. Anschließend folgte jedoch der Absturz, als Opfer einer Ligareform stieg die Mannschaft als Tabellenneunter in die dritte Liga ab. Dort spielte der Klub um die Rückkehr, die er mehrmals nur knapp verpasste. Nachdem die Mannschaft gegen Ende des Jahrzehnts kurzzeitig in Abstiegsgefahr geraten war, etablierte sie sich im dritten Spielniveau. 1986 überstand sie eine Ligareform, ehe die erste Mannschaft der Fußballabteilung gemeinsam mit den Mannschaften von Tegs SK und Gimonäs CK zum Umeå FC fusionierte. Die Fußballmannschaft des Sandåkerns SK setzte ihre Arbeit im unterklassigen Amateurbereich fort.
2000 stieg Sandåkerns SK in die fünfte Liga auf, wo sich die Mannschaft im vorderen Ligabereich etablierte. 2003 gelang hinter dem Ortsrivalen Ersboda SK die Vizemeisterschaft, in der Aufstiegsspielen scheiterte der Klub hinter Alnö IF. Nach einem dritten Rang im Folgejahr war er 2005 erneut Opfer einer Ligareform. Zwar erreichte die Mannschaft den Staffelsieg, damit war jedoch lediglich die Qualifikation für die neue, in weniger Staffeln ausgetragene fünfte Liga verbunden. Hier war das Spielniveau zu hoch und der Klub stieg auf Anhieb ab. Nach dem sofortigen Wiederaufstieg spielte der Klub abermals gegen den Abstieg, der 2009 hingenommen wurde.

### Eishockey
Die Eishockeymannschaft spiele zunächst unterklassig. Nachdem sie sich in den 1960er Jahren in der zweithöchsten schwedischen Spielklasse etabliert hatte, gelang 1969 der Aufstieg in die Erstklassigkeit. Dort war der Klub jedoch nicht konkurrenzfähig. Im gesamten Saisonverlauf gewann die Mannschaft lediglich ein Spiel und stieg abgeschlagen auf dem letzten Tabellenrang ab. In der Folge kam es zu Gesprächen mit dem Lokalrivalen IFK Umeå, der ebenfalls in der ersten Liga spielte. 1970 schlossen sich die beiden Eishockeymannschaften zusammen und traten zunächst unter dem Namen IFK/SSK an, ehe sich der Klub später in IF Björklöven umbenannte.